# Hismó
Hismó (en grec antic Ὕσμων) va ser un atleta de l'antiga Grècia nascut a Elis.
Va començar, encara un noi, a practicar el pentatló com a cura pel seu reumatisme, i va guanyar en aquesta competició als Jocs Olímpics i als Jocs Nemeus. Va voler participar en els Jocs Ístmics, però els habitants d'Elis n'havien estat exclosos.
A Olímpia, segons diu Pausànias, hi havia una estàtua seva, obra de Cleó, que el mostrava portant unes halteres, o manuelles, utilitzades en l'entrenament d'aixecament de peses.